# Giờ Cabo Verde
|  | UTC-01:00 | Giờ Cabo Verde (Đảo của Cabo Verde nằm ở phía Tây của Châu Phi.)     |
|  | UTC±00:00 | Giờ Tây Âu · Giờ Quốc tế                                             |
|  | UTC+01:00 | Giờ chuẩn Trung Âu · Giờ Tây Phi · Giờ mùa hè Tây Âu.                |
|  | UTC+02:00 | Giờ Trung Phi · Giờ Đông Âu · Giờ chuẩn Nam Phi · Giờ mùa hè Tây Phi |
|  | UTC+03:00 | Giờ Đông Phi                                                         |
|  | UTC+04:00 | Giờ Mauritius · Giờ Seychelles                                       |

Giờ Cabo Verde, hoặc CVT, là một múi giờ được sử dụng tại quần đảo quốc gia Atlantic của Cape Verde. Múi giờ này sau UTC 1 giờ (UTC-1).
Quy ước giờ mùa hè không được áp dụng tại múi giờ này.